# يوم حضرة الوادي
يوم حضرة الوادي أو يوم حضوة أحد أيام العرب التي وقعت بين قبيلة دوس بن عدثان وبني الحارث من نصر بن زهران.
حِضْرة: بالكسر ثم السكون وهو موضع في تهامة (غرب المملكة العربية السعودية) ويسمى أيضًا حضوة وهي إحدى قرى دوس في بلاد زهران حدثت فيه معركة بين دوس وبني الحارث بن عبد اللّه بن عامر بن الحرث بن يشكر بن مبشر بن صعب بن دهمان بن نصر بن زهران.

## مقدمات
وقف ضماد بن مسرح سيد آل الحارث وكاهنهم قائلًا لقومه: أحذركم جرائر أحمقين من آل الحارث يبطلان رياستكم. وقد كان آل حارث يسيطرون على كامل العشيرة ومنهم دوس. تبع هذه السيطرة فرض نظام الديتين لقتيل من آل الحارث و دية واحدة للقتيل من غيرهم. تداول غلامين من آل حارث حديث نية قتلهم لشيخ بنو دوس. فانطلقوا إليه قائلين: يا عم، إن لنا أمرًا نريد أن تحكم بيننا فيه. فلما خرج من منزله قال له أحدهم: إن قدمي قد دخلتها شوكة فأخرجها لي، فانحنى الشيخ لينتزعها فضربه الآخر فقتله.
غضبت دوس واتفقوا على الثأر، انطلقوا إلى إبله في الوادي وأخذوا منه ناقة فعقلوها وانتظروا حتى ترغي وتحن لبقية الإبل، نزل سيد بنو الحارث إلى الوادي ليطلع على أمر الناقة فوثب عليه بنو دوس وقتلوه. عرفت بنو الحارث بالخبر فاحتشدوا لدوس وغزوهم وظفرت بنو الحارث بغلمان من دوس وقتلوهم، اجتمع ما يقارب 99 فردًا من بنو دوس وقالوا: من يكلّمنا، من يمانينا حتى نغزو أهل ضماد؟ حينها كان ضماد في موضع عكاظ.
استمرت المناوشات ما بين بنو الحارث وبنو دوس حتى وقعة حضرة الوادي.

## المعركة
استمرت مناوشات بنو دوس وبنو الحارث حتى يوم حضرة الوادي، احتشد بنو الحارث بقيادة ضماد بن مسرّح، وأنزل خالد بن ذي السبلة وبناته هند وجندلة وفطيمة ونضرة في بيت خلف الجيش لسقاية الماء للجيش وحثهم، وكان الرجل إذا تقهقر أعطينه مكحلة ومجمرةً قائلات له: معنا فانزل. حرضتهم هند قائلة في شعر لها: من رجل ينازل الكتيبه فذلكم تزني به الحبيبه
وانتهت المواجهة بانتصار بنو دوس.
ذكر المعركة الحارث بن الطفيل في شعرٍ له قائلًا:

| يا دار من ماوي بالسهب   |  | بنيت على خطب من الخطب         |
| إذ لا ترى إلا مقاتلة    |  | وعجانسا يرقلن بالركب          |
| ومدججا يسعى بشكته       |  | محمرة عيناه كالكلب            |
| ومعاشرا صدأ الحديد بهم  |  | عبق الهناء مخاطم الجرب        |
| لما سمعت نزال قد دعيت   |  | أيقنت أنهم بنو كعب            |
| كعب بن عمرو لا ككعب بـ  |  | ـني العنقاء والتبيان في النسب |
| فرميت كبش القوم معتمدا  |  | فمضى وراشوه بذي لغب           |
| شكوا بخصويه القداح كما  |  | ناط المعرض أقدح القضب         |
| فكأن مهري ظل مقتسما     |  | بشبا الأسنة مغرة الجدب        |
| بل رب مرفوع وضعت ومو    |  | ضوع رفعت بمنزل اللصب          |
| وخليل غانية هتكت قرارها |  | تحت الوغى بشديدة العضب        |
| كانت على حب الحياة فقد  |  | جللتها في منزل غرب            |
| جانيك من يجني عليك وقد  |  | تعدي الصحاح مبارك الجرب       |

## الحاشية
1. ↑  أي ربطوها
2. ↑  ماناه: لزمه، وانتظره وداراه
3. ↑  موضع عكاظ في الطائف
4. ↑  أي إنك من النساء.